# Copa da Liga Escocesa 1966–67
A Copa da Liga Escocesa de 1966-67 foi a 21º edição do segundo mais importante torneio eliminatório do futebol da Escócia. O campeão foi o Celtic F.C., que conquistou seu 4º título na história da competição ao vencer a final contra o Rangers F.C., pelo placar de 1 a 0.

## Premiação
| Copa da Liga Escocesa de 1966-67 |
| Escócia                          |
| -------------------------------- |
| Celtic F.C. Campeão (4º título)  |